# Wolf–Rayet-csillag

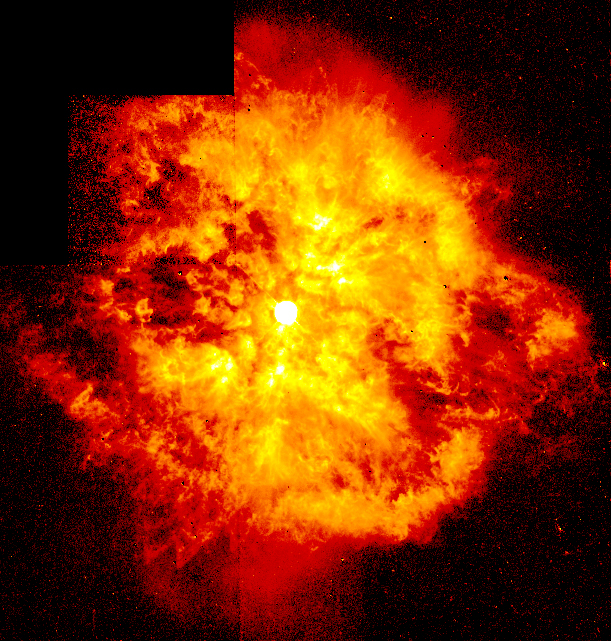
A WR 124 Wolf-Rayet csillagot körülvevő M1–67 köd (A Hubble űrtávcső felvétele)

A Wolf–Rayet-csillag (rövidebben WR-csillag, ejtsd: volf-rajé) nagy (jellemzően 7-20 naptömegű) tömegű változócsillag, az első ilyen csillagokat Charles Wolf és Georges Rayet francia csillagászok fedezték fel a 19. században, 1867-ben. Felszíni hőmérsékletük jellemzően 50 000 kelvin fölötti, ami elérheti a 100 000 kelvint is. Az ilyen csillagok anyagvesztése nagyon gyors, csillagszelük elérheti a 2000 km/s sebességet, legfeljebb néhány millió éves élettartamuk alatt a Nap tömegének többszörösét veszítik el.
Az O színképtípusú kék szuperóriásokhoz hasonlítanak (a feltételezések szerint belőlük, illetve a fényes kék változócsillagokból alakulnak ki), de színképükben a hidrogén és az ionizált hélium széles emissziós vonalai dominánsak, melyek a csillagtól távolodó nagy sebességű gázáramban (csillagszélben) keletkeznek. Színképükben megtalálhatók a szén, nitrogén és az oxigén abszorpciós vonalai is. A napjainkban elfogadott elméletek szerint ezek a csillagok kettős rendszerek tagjai, ahol a kísérő a Wolf-Rayet komponens külső rétegeit „elszippantotta”. Így az észlelt színkép inkább a már jóval fejlettebb (azaz a hidrogént és egyéb könnyű elemeket már elhasznált) belső részeket jellemzi (C, N, O vonalak), mint a normál csillagfelszínt.
A Wolf–Rayet-csillagok élettartama – nagy tömegük miatt – igen rövid, Wolf–Rayet-csillagként csak néhány százezer (ezt megelőzően, szuperóriásként is csak pár millió) évig ragyognak, ezután szupernóvaként lángolnak fel, egyes elméletek szerint azonban közvetlenül is fekete lyukká tudnak alakulni. A színképükben található hasonlóságok alapján gyakran hozzák összefüggésbe az Ib és Ic típusú szupernóvákkal, valamint a hosszú gammavillanásokkal, de mivel ilyen csillagot még nem láttak szupernóvaként fellángolni, így közvetlen bizonyíték a kapcsolatra nincsen.
A Wolf–Rayet-csillagok a galaxisok spirálkarjainak belső részén, illetve a galaxismag környékén koncentrálódnak. A Tejútrendszerünkön belül mintegy 300 ilyen csillagot ismerünk, de nagy fényerejük miatt más galaxisokban is felfedezhetőek.

## Osztályozásuk
Színképük domináns spektrumvonalai alapján további három alosztályba sorolhatóak, ez valószínűleg fejlettségi állapotukat mutatja.
WN csillagok
Spektrumuk nitrogénben gazdag, felszíni hőmérsékletük 30-40 000 kelvin. Feltételezések szerint az Ib típusú szupernóvák progenitorai. Ilyen csillag például a WR 124.
WC csillagok
Spektrumuk szénben gazdag, felszíni hőmérsékletük eléri a 100 000 kelvint. Az Ic típusú szupernóvákkal hozzák őket összefüggésbe. Ilyen például a γ Velorum.
WO csillagok
Oxigénben gazdagok, ilyen például a WR 93B.